# Пустомеля (1770)
Пустомеля — сатирический журнал, издаваемый через подставных лиц Н. И. Новиковым. В 1770 году было выпущено два номера, после чего издание было запрещено. Выходил журнал тиражом 500 экземпляров. В издании существовал литературный раздел и отдел театральных рецензий. Во втором номере было напечатано «Завещание Юнджена, китайского хана, к его сыну» в переводе с китайского А. Л. Леонтьева, и стихотворение Д. И. Фонвизина «Послание к слугам моим Шумилову, Ваньке и Петрушке» (без указания автора), в котором легко усматривались атеистические ноты и был весьма заметен «дух вольнодумства». Тем не менее, негативную характеристику этому изданию дал Н. Добролюбов, хотя она и опровергалась последующей критикой советского времени.

## История издания
После закрытия «Трутня», в июле 1770 года в «Санкт-Петербургских ведомостях» было анонсировано новое издание — «Пустомеля». Поскольку императрица Екатерина II лично распорядилась, чтобы Новикову не позволялось печатать другого журнала, издание пришлось начинать осторожно. С «доношением» об издании в Академию Наук обратился некто фон Фок; при жизни Николая Новикова инкогнито не было раскрыто, критики, включая Чулкова, считали это предприятие сугубо коммерческим. Тем не менее, ещё в «Трутне», когда было ясно, что издание закрывается, были помещены намёки о создании нового ежемесячного журнала.
На второй книжке журнал прекратился. Из источников неясно, было ли это связано с цензурными ограничениями или новым распоряжением императрицы. В «Объявлении о издании еженедельника „Трудолюбивый муравей“» говорилось:

Прошлого 1770 лета начали было показываться понедельно Трутень и помесячно Пустомеля; но оба, не окончав года, пресеклись. Один только Щепетильник, начавшись с майя, совершил течение свое постоянно до окончания года, не выдерживая в типографиях, по примеру прочих, карантина.

## Содержание
Журнал не ограничивался только лишь сатирическими материалами, однако в разделе «Ведомостей» помещались исключительно военно-политические и театральные обзоры. Фактически в журнале увидели свет первые «настоящие» театральные рецензии: ранее в русских газетах были только хроникёрские заметки о придворных и иных спектаклях. В «Пустомеле» появился новый жанр театрально-критического отчёта. В июньской книжке журнала сообщалось об актёрской игре И. А. Дмитревского, приехавшего из Москвы. Во второй рецензии сообщалось о представлении на сцене придворного театра в Петербурге трагедии Сумарокова «Синав и Трувор», в которой вновь блистал Дмитревский.

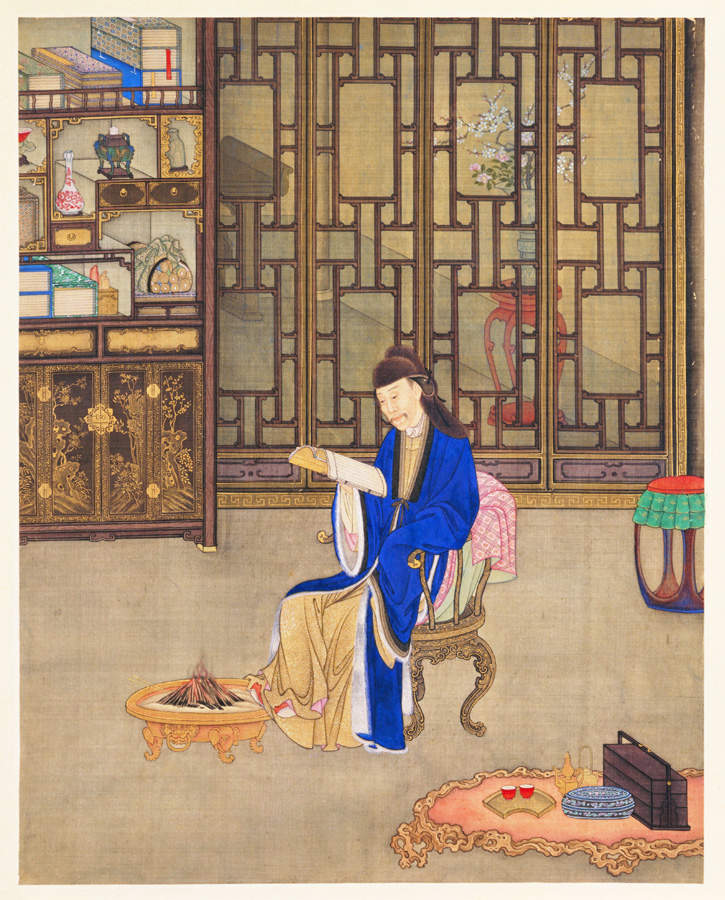
Император Китая Юнчжэн — образец для преобразования России по Новикову

По замечанию П. Беркова, в «Пустомеле» помещались произведения не только критического, но и положительного характера, давая читателям некий ориентир. Такой характер имеет повесть из первой книжки «Историческое приключение». Она была помещена сразу после «Того, что употребил я вместо предисловия», то есть носила программный характер. Повесть должна была печататься с продолжением, и не была окончена, но в принципе понятно, чем должен был закончиться сюжет. Главный герой повести — юноша Добросерд, сын новгородского дворянина Добронрава. Отец воспитал Добросерда «так, как воспитывают детей своих благоразумные отцы нашего времени». Новиков здесь представил эскиз своей педагогической программы, впоследствии развитой в «Прибавлениях к Московским ведомостям» и «Детском чтении». Образование Добросерда включало три языка: французский, немецкий и английский, а также логику, физику, математику, историю и географию, и обязательно «познание христианского закона и истинное богопочитание». Иными словами, из него делали дворянина-патриота, который будет с честью служить Отечеству. Нравственный пример при этом подают русские учителя, а не иностранные; именно русские обучают истории и географии, необходимыми для пробуждения национального духа. В принципе, это была первая в русской литературе попытка представить положительного героя своего времени, «русского по воспитанию, по складу характера и по поведению».
В «Историческом приключении» объяснялась и необходимость театральных рецензий, которые шли в книжке сразу после повести. Оказывается, Добросерд большой любитель «театральных позорищ» (то есть зрелищ), ибо театр является «истинною школою не только для молодых людей, но и для стариков, в которой нужные всем наставления преподаются».
Во второй книжке журнала издатель позволил себе резкий, хотя и завуалированный, выпад против существующей властной системы. В журнале была напечатана статья, переведённая с китайского языка известным синологом того времени Алексеем Леонтьевым, подвергнутая серьёзной правке издателя, чтобы приспособить текст к российским реалиям 1770 года. Это сочинение представляло образ идеального правителя, скромного в обхождении с зависимыми от него людьми и полностью лишённого тщеславия, заботящегося лишь о нуждах государства и благополучии подданных. Предвидя смертный конец, Юнджен меньше всего думает о себе. Для Новикова-просветителя это было завуалированным прокламированием постулатов просвещённого абсолютизма, трактовка которого отличалась от декларируемой Екатериной II. Порядок, который государь ввёл в Китае, настолько не походил на состояние России, что читатель невольно сравнивал Юнджена с Екатериной II, отчего она весьма проигрывала. Публикация была приурочена ко времени совершеннолетия Павла Петровича (наступавшего в сентябре 1772 года). Вопрос о наследственных правах императрицы и её сына всё чаще и чаще обсуждался в обществе того времени. Также было напечатано «Послание к слугам» Фонвизина. Во второй же книжке была напечатана без всяких пояснений «Эпиграмма г. Кондратовича к г. издателю Трутня», в которой приоткрывалось инкогнито печатника «Пустомели». В разделе «Ведомости» второй книжки увидели также свет мнимые корреспонденции из Константинополя и Парижа взятые из бумаг покойного Ф. Эмина; по своему характеру политические «Ведомости» в «Пустомеле» чрезвычайно напоминают аналогичный раздел в «Адской почте».

## Издания
- Новиков Н. И. «Пустомеля» // Избранные произведения. — М.; Л. : Гос. изд-во худож. лит., 1951. — С. 65—75.